# Aleksandr Baryshnikov
Pour les articles homonymes, voir Barychnikov.
Aleksandr Baryshnikov, né le 11 novembre 1948 dans le kraï de Khabarovsk et mort le 15 septembre 2024, est un athlète soviétique spécialiste du lancer de poids. 
Il remporte deux médailles olympiques, le bronze aux Jeux olympiques d'été de 1976 à Montréal et l'argent aux Jeux olympiques d'été de 1980 à Moscou.
Il établit un Record du monde du lancer du poids le 10 juin 1976 à Colombes : 22 mètres.

## Biographie
Entraîné par Viktor Alekseyev, il est l'un des premiers lanceurs de poids à utiliser la technique en rotation, ce qui lui permet de battre le record d'URSS en 1972. Cependant, aux Jeux olympiques, il est éliminé en qualifications.
Après avoir obtenu un podium aux Universiades de 1973, il établit en 1974 un record d'Europe avec 21,70 m lors des qualifications des championnats d'URSS, qu'il remporte pour la troisième fois consécutive. Aux championnats d'Europe, il doit se contenter de la 4e place.
Début 1976, il remporte le bronze aux championnats d'Europe en salle. Lors des championnats d'URSS, il lance le poids à 21,49 m mais est battu de 4 cm par Yevgeniy Mironov.
Le 10 juillet 1976, au cours d'un match URSS - France, il bat le record du monde de l'Américain Terry Albritton grâce à un lancer à 22,00 m juste. Il est médaillé de bronze aux Jeux olympiques de Montréal, 5 cm derrière le vainqueur Udo Beyer et 3 cm derrière Mironov.
En 1978, il devient vice-champion d'Europe derrière l'Est-Allemand Beyer et en 1980 vice-champion olympique en devançant Beyer, mais battu par son compatriote Volodymyr Kyselyov.

### Palmarès
| Date | Compétition                    | Lieu     | Résultat | Performance |
| ---- | ------------------------------ | -------- | -------- | ----------- |
| 1973 | Universiades                   | Moscou   | 3e       | 19,01 m     |
| 1974 | Championnats d'Europe          | Rome     | 4e       | 20,13 m     |
| 1975 | Championnats d'Europe en salle | Katowice | 6e       | 18,80 m     |
| 1976 | Championnats d'Europe en salle | Munich   | 3e       | 20,02 m     |
| 1976 | Jeux olympiques                | Montréal | 3e       | 21,00 m     |
| 1978 | Championnats d'Europe en salle | Milan    | 4e       | 19,95 m     |
| 1978 | Championnats d'Europe          | Prague   | 2e       | 20,68 m     |
| 1980 | Jeux olympiques                | Moscou   | 2e       | 21,08 m     |
| 1983 | Championnats d'Europe en salle | Budapest | 2e       | 20,44 m     |

### Records
| Épreuve | Performance | Lieu     | Date            |
| ------- | ----------- | -------- | --------------- |
| Poids   | 22,00 m     | Colombes | 10 juillet 1976 |